# ВК Звездец (Горна Малина)
ВК Звездец (Горна Малина) е волейболен клуб от село Горна Малина, Софийска област, създаден през 1989 година. Отборът е редовен участник във Висшата лига, второто ниво на българската национална волейболна лига за мъже.